# Humayun Ahmed
Pour les articles homonymes, voir Ahmed.
Humayun Ahmed, né le 13 novembre 1948 et mort le 19 juillet 2012 à New York, est un romancier, dramaturge, scénariste, parolier, cinémaste et universitaire bangladais. L'un des plus grands vendeurs de livre à la Ekushey Book Fair (en), il a aussi remporté le prix littéraire de l'Académie Bangla, l'Ekushey Padak et des National Film Awards (Bangladesh) (en).

## Biographie
Humayun Ahmed est né le 13 novembre 1948 à Kutubpu, Bengale oriental, dominion du Pakistan, aujourd'hui le Bangladesh. Son père, Faizur Rahman (police officer) (en), policier, fut tué en 1971 pendant la guerre de libération du Bangladesh. Son frère Muhammed Zafar Iqbal (en) est écrivain, et son autre frère Ahsan Habib (cartoonist) (en) est caricaturiste. Il eut comme fille Shila Ahmed (en), actrice, et comme seconde épouse, Meher Afroz Shaon, actrice.
Il publia son premier roman en 1972. Par la suite, il publia d'autres textes utilisant des personnages de fiction récurrents tels que Himu (en) (21 romans), Misir Ali (en) (20 romans), Shuvro (en) (6 romans), Il créa aussi Baker Bhai (en).
En 1990, il suivit le International Writing Program (en).

## Œuvres

### Romans
- 1971 : In Blissful Hell (en)
- 1973 : Shonkhonil Karagar (novel) (en)

#### Films
- 1994 : Aguner Poroshmoni (bn)
- 1999 : Srabon Megher Din (bn)
- 2001 : Dui Duari (bn)
- 2003 : Chandrokotha (bn)
- 2005 : Shyamol Chhaya (bn)
- 2012 : Ghetuputra Komola (bn)

### Adaptations

#### Télévision
- 1985 : Ei Shob Din Ratri (en)
- 1988 : Bohubrihi (en)
- 1990 : Ayomoy (en)
- 1990 : Kothao Keu Nei (en)
- 1999 : Aaj Robibar (en)
- ?  :: Badol Diner Prothom Kodom Ful (bn)